# Pachyolpium furculiferum
Espèce
Synonymes
- Olpium furculiferum Balzan, 1892

Pachyolpium furculiferum est une espèce de pseudoscorpions de la famille des Olpiidae.

## Distribution
Cette espèce se rencontre au Venezuela, au Brésil, à Saint-Vincent-et-les-Grenadines, aux Îles Vierges des États-Unis et aux îles Caïmans.

## Description
Le mâle mesure 2,30 mm et la femelle 3,00 mm.

## Systématique et taxinomie
Cette espèce a été décrite sous le protonyme Olpium furculiferum par Balzan en 1892. Elle est placée dans le genre Pachyolpium par Beier en 1932.

## Publication originale
- Balzan, 1892 : Voyage de M. E. Simon au Venezuela (Décembre 1887 - Avril 1888). 16e mémoire (1) Arachnides. Chernetes (Pseudoscorpiones). Annales de la Société Entomologique de France, vol. 60, p. 497-552 (texte intégral).